# Barbus catenarius
Barbus catenarius е вид лъчеперка от семейство Шаранови (Cyprinidae).

## Разпространение
Видът е разпространен в Габон.